# 야스다 고다이
야스다 고다이(일본어: 安田 晃大, 1989년 8월 8일 ~ )는 일본의 전 축구 선수이다.

## 구단 경력
그는 2008년부터 2017년까지 J리그의 감바 오사카, 기라반츠 기타큐슈, 도쿄 베르디, 가이나레 돗토리, 에히메 FC에서 활동하였다.